# Dedicate all'amore
Dedicate all'amore è il quinto album di Gigi Finizio del 1983, prodotto dalla Visco Disc.

## Tracce
1. Io credevo-3:33 (V.Polverino-G.Finizio)
2. Mongola-2:43 (V.Polverino-G.Finizio)
3. Seduzione-3:40 (V.Polverino-G.Finizio)
4. Tu Amico mio-5:03 (V.Polverino-G.Finizio)
5. Ma chi sì...-3:58 (De Stefano-G.Finizio)
6. Erotica-5:16 (V.Polverino-G.Finizio)
7. Nun ce penzà-2:58 (V.Polverino-G.Finizio)
8. Senz'e te-3:50 (V.Polverino-G.Finizio)
9. Incanto-2:46 (V.Polverino-G.Finizio)
10. Sinfonia-4:08 (V.Polverino-G.Finizio)